# Anouar Jayid
Anouar Jayid (arab. أنور جيد, ur. 10 grudnia 1990 w Al-Chamisat) – marokański piłkarz, grający na pozycji bocznego obrońcy w Ittihadzie Tanger.

## Kariera klubowa

### Ittihad Khémisset (2011–2013)
Zaczynał karierę w IZK Khemisset. W tym zespole zadebiutował 21 sierpnia 2011 roku w meczu przeciwko Wydadowi Casablanca, przegranym 2:0. Zagrał całe spotkanie. Łącznie zagrał 4 mecze.

### FUS Rabat (2013–2014)
4 stycznia 2013 roku trafił do FUSu Rabat. W tym zespole zadebiutował 28 marca w meczu przeciwko Maghrebowi Fez, wygranym 2:1, grając 3 minuty. Łącznie zagrał 5 meczów.

### Chabab Atlas Khénifra (2014–2015)
1 lipca 2014 roku został zawodnikiem Chababu Atlas Khénifra. W tym klubie zadebiutował 14 września w meczu przeciwko Difaâ El Jadida, grając 66 minut. Łącznie zagrał 11 spotkań.

### Difaâ El Jadida (2015–2019)
15 stycznia 2015 roku został graczem Difaâ El Jadida. W tym zespole zadebiutował 7 lutego w meczu przeciwko Moghrebowi Tetuan, wygranym 2:0. Zagrał całe spotkanie. Pierwszą asystę zaliczył 1 listopada w meczu przeciwko Hassanii Agadir, zremisowanym 1:1. Asystował przy golu w 58. minucie. Pierwszego gola strzelił 14 lutego 2018 roku w meczu przeciwko Chababowi Atlas Khénifra, zremisowanym 3:3. Do siatki trafił w 89. minucie. Łącznie zagrał 62 mecze, strzelił gola i miał dwie asysty.

### Ittihad Tanger (2019–)
7 lipca 2019 roku za darmo trafił do Ittihadu Tanger. W tym klubie zadebiutował 6 listopada w meczu przeciwko Wydadowi Casabalnca, przegranym 4:0. Zagrał cały mecz. Pierwszą asystę zaliczył 27 grudnia 2020 roku w meczu przeciwko Renaissance Zemamra, przegranym 4:1. Asystował przy golu w 15. minucie. Łącznie do 12 lutego 2022 zagrał 35 meczów i miał asystę.